# Henry Odera Oruka
Henry Odera Oruka (Nyanza, 1 de junio de 1944-Nairobi, 9 de diciembre de 1995) era un filósofo keniata conocido por su proyecto “Sage Philosophy”  ("Filosofía de Sabios") orientado para preservar el conocimiento de los pensadores de distintas comunidades africanas indígenas.

## Trayectoria
Se graduó en el St. Mary's High School en Yala. Obtuvo una beca para estudiar geografía en la Universidad de Uppsala en Suecia donde, influenciado por Ingemar Hedenius, su profesor de filosofía y que, además promovía el ateísmo, decidió cambiar sus estudios por la filosofía, especializándose en filosofía práctica: ética aplicada y filosofía política, completando sus estudios en la Universidad Estatal Wayne en Detroit.
En 1970 regresó a Kenia, donde se convirtió en uno de los dos primeros profesores africanos de la facultad de filosofía en la Universidad de Nairobi.
En 1993 fue nombrado Doctor honoris causa por la facultad de humanidades de la Universidad de Uppsala

## Publicaciones
- Ethics, 1998
- Practical Philosophy, 1997
- The Philosophy of Liberty, 1996
- Philosophy, Humanity and Ecology, 1994
- Sage Philosophy. Indigenous Thinkers and Modern Debate on African Philosophy, 1990
- Trends in contemporary African Philosophy, 1990
- Punishment and Terrorism in Africa, 1985